# چرس (پیمونت)
چرس (به ایتالیایی: Ceres) یک کومونه در ایتالیا است که در استان تورین واقع شده‌است. چرس ۲۸٫۰۵ کیلومتر مربع مساحت و ۱٬۰۴۱ نفر جمعیت دارد و ۷۰۴ متر بالاتر از سطح دریا واقع شده‌است.